# Sérgio Machado (cineasta)
Sérgio Machado (Salvador, 19 de setembro de 1968) é um cineasta brasileiro. Seu primeiro longa-metragem de ficção, Cidade Baixa, foi selecionado para a mostra Um Certo Olhar do Festival de Cannes de 2005.

## Trabalhos
| Ano  | Nome                       | Função                                               |
| ---- | -------------------------- | ---------------------------------------------------- |
| 2025 | Maria e o Cangaço          | Criador, roteirista e diretor                        |
| 2024 | Arca de Noé                | Diretor                                              |
| 2023 | O Rio do Desejo            | Diretor e roteirista                                 |
| 2019 | Irmãos Freitas             | Diretor                                              |
| 2016 | A Luta do Século           | Diretor                                              |
| 2015 | Tudo Que Aprendemos Juntos | Diretor                                              |
| 2012 | A Coleção Invisível        | Roteirista                                           |
| 2010 | Quincas Berro D'Água       | Diretor                                              |
| 2009 | O Príncipe Encantado       | Codiretor                                            |
| 2008 | Alice                      | Codiretor                                            |
| 2005 | Cidade Baixa               | Diretor                                              |
| 2002 | Pastores da Noite          | Codiretor                                            |
| 2002 | Onde a Terra Acaba         | Diretor                                              |
| 2002 | Madame Satã                | Roteirista                                           |
| 2001 | Abril Despedaçado          | Roteirista, diretor de elenco, assistente de direção |
| 2001 | 3 Histórias da Bahia       | Codiretor                                            |
| 1998 | O Primeiro Dia             | Diretor de elenco, assistente de direção             |
| 1998 | Central do Brasil          | Diretor de elenco, assistente de direção             |